# Ciprian Gălățanu
Ciprian Gălățanu (n. 17 noiembrie 1989, Brașov) este un scrimer român  specializat pe sabie, vicecampion mondial pe echipe în 2013.

## Carieră
Ciprian Gălățanu a început să practice scrima la Tractorul Brasov cu antrenorul Dan Costache. A fost selecționat în lotul olimpic in anul 2009, iar in echipa națională de sabie in anul 2012, după ce trei din cele patru membri s-au retras în urmă Jocurilor Olimpice din 2012. 

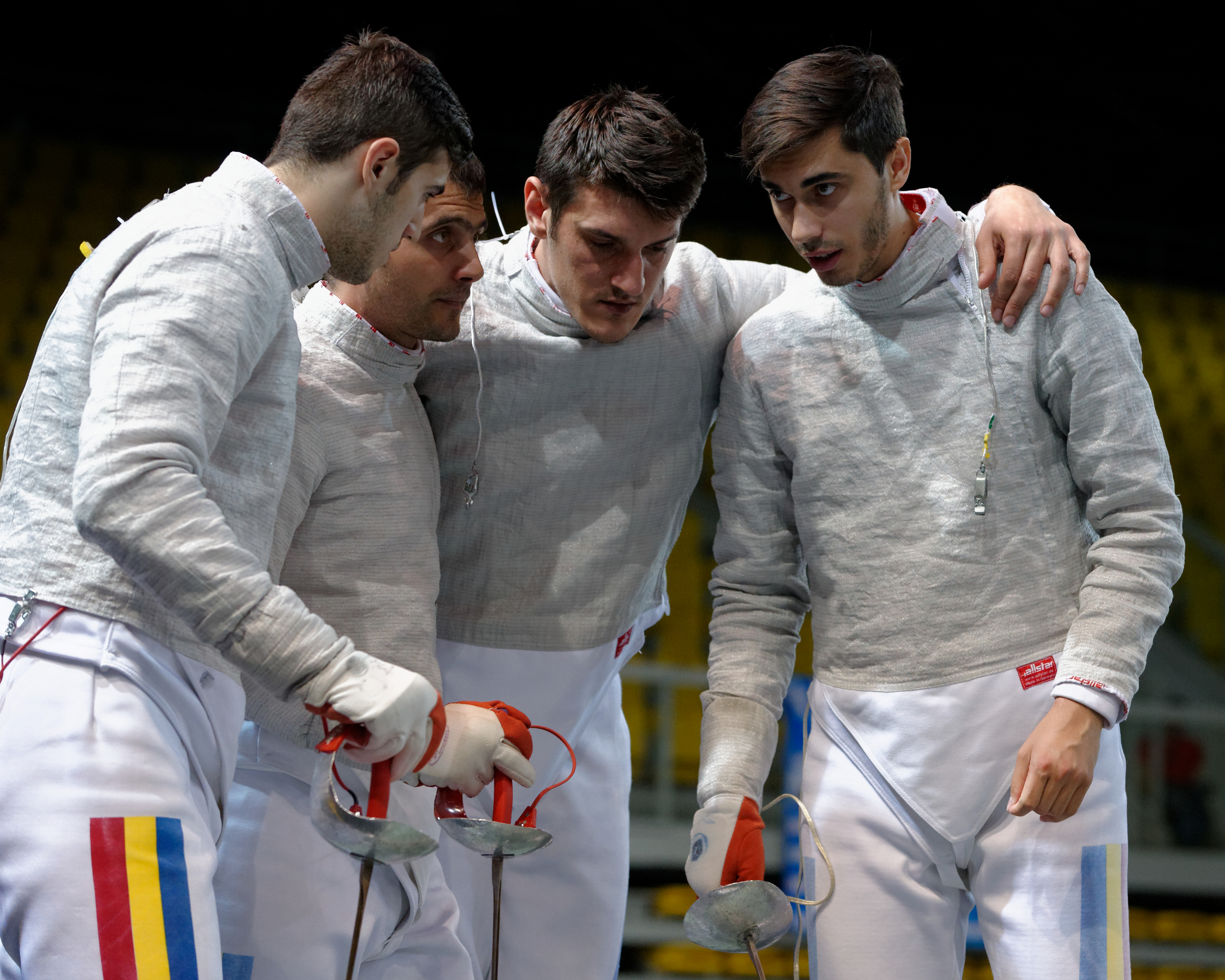
Gălățanu (la dreapta) cu colegii de lot la Campionatul European din 2014

A ajuns în sferturile la Campionatul European din 2013 de la Zagreb, fiind învins de colegul său Tiberiu Dolniceanu. La proba pe echipe, România a pierdut succesiv cu Italia și cu Ucraina și s-a clasat pe locul patru. La Campionatul Mondial din 2013 de la Budapesta, Gălățanu a fost învins în al doilea tur de campionul olimpic, Áron Szilágyi. La proba pe echipe, România a trecut strâns în semifinală de echipa gazdă, Ungaria, dar nu a putut s-a impună în finală în fața Rusiei și s-a mulțumit cu argintul. Gălățanu a terminat sezonul 2012-2013 pe locul 47, la cea mai bună poziție din carieră sa de până acum.
În sezonul 2013-2014 s-a transferat la Dinamo București, unde sunt legitimați și colegii săi de lot olimpic Tiberiu Dolniceanu și Iulian Teodosiu. Cu Dinamo a participat la Cupa Europei la Gödöllő. Dinamoviștii au trecut în finală de echipa franceză Pau și au păstrat medalia de aur. La Campionatul European din 2014 de la Strasbourg a fost eliminat în primul tur de cvadruplul campion olimpic Aldo Montano. La proba pe echipe, România a pierdut cu Belarus în sferturi de finală și s-a clasat pe locul cinci.
Gălățanu nu a putut ajunge în tabloul final de 64 la Campionatul Mondial din 2014, fiind învins în calificările de americanul Benjamin Igoe. La proba pe echipe, România a cedat în fața echipei campioană olimpică, Coreea de Sud, și a încheiat competiția pe locul șapte.

## Palmares
Clasamentul la Cupa Mondială
| An  | 2011 | 2012 | 2013 | 2014 | 2015 |
| --- | ---- | ---- | ---- | ---- | ---- |
| Loc | 357  | 163  | 37   | 87   | 110  |

## Legături externe
- Materiale media legate de Ciprian Gălățanu la Wikimedia Commons
- Prezentare Arhivat în 24 septembrie 2015, la Wayback Machine. la Confederația Europeană de Scrimă